# Mia Sara
Mia Sarapocciello (ismertebb nevén Mia Sara) (Brooklyn Heights, New York, 1967. június 19. –) amerikai színésznő.
Legismertebb alakítása a főszereplő Ferris Bueller barátnője, Sloane Peterson volt az 1986-os Meglógtam a Ferrarival című vígjátékban. Fontosabb szerepei voltak még a Legenda (1985), az Idegen közöttünk (1992), az Őrjítő és az Időzsaru (1994) című filmekben.
a Birds of Prey (2002–2003) című DC-szuperhőssorozatban Harley Quinnt formálta meg.

## Élete és pályafutása
Brooklyn Heightsban, New Yorkban született. Apja fényképész és művész, az anyja stylist és fotós. Az Ann's Schoolba járt általános és középiskolába, ahol 1985-ben érettségizett.
Első jelentősebb szerepe Lili hercegnő volt a Legenda című filmben Tom Cruise partnereként. Ezt követően Ferris barátnője volt az 1986-os Meglógtam a Ferrarival című vígjátékban. Szerepelt a Queenie 2 című minisorozatban. 1992-ben a Sidney Lumet rendezésében készült Idegen közöttünk szereplője volt. Az 1994-es Időzsaru című filmben nyújtott alakításáért Saturnusz-díjat kapott legjobb női mellékszereplő kategóriában.
Televíziós szereplései közé tartozik Annie Knox megformálása a Time Trax című sci-fi sorozatban és Dr. Harleen Quinzel a WB Network rövid életű Birds of Prey szuperhőssorozatában. 1997-ben megkapta Mara szerepét a Nemo kapitány és a víz alatti város című minisorozatban, Michael Caine, Patrick Dempsey és Bryan Brown partnereként.

## Magánélete
1996 márciusában férjhez ment Jason Conneryhez, Sean Connery fiához, akivel a Pekingi kapcsolat című filmben játszott együtt. 1997 júniusában fia született Dashiel Quinn Connery. 
A házaspár 2002-ben elvált.

## Filmográfia

### Film
| Év   | Magyar cím                | Eredeti cím                   | Szerep                   | Magyar hang    |
| ---- | ------------------------- | ----------------------------- | ------------------------ | -------------- |
| 1985 | Legenda                   | Legend                        | Lily hercegnő            | Kökényessy Ági |
| 1985 | Legenda                   | Legend                        | Lily hercegnő            | Huszárik Kata  |
| 1986 | Meglógtam a Ferrarival    | Ferris Bueller's Day Off      | Sloane Peterson          | Tóth Auguszta  |
| 1988 | A gyilkos segédje         | Apprentice to Murder          | Alice Spangler           | Györgyi Anna   |
| 1988 | Árnyékok a viharban       | Shadows in The Storm          | Melanie                  | Csere Ágnes    |
| 1990 | A halál nem felejt        | Any Man's Death               | Gerlind                  | Kiss Erika     |
| 1990 | A halál nem felejt        | Any Man's Death               | Gerlind                  | Détár Enikő    |
| 1991 |                           | A Climate for Killing         | Elise Shipp              |                |
| 1991 | Döntsön a kard!           | By the Sword                  | Erin Clavelli            | Balázs Ágnes   |
| 1992 | Idegen közöttünk          | A Stranger Among Us           | Leah                     | Bertalan Ágnes |
| 1994 |                           | Caroline at Midnight          | Victoria Dillon          |                |
| 1994 | Időzsaru                  | Timecop                       | Melissa Walker           | Kováts Adél    |
| 1995 | Ördöglakat                | The Set Up                    | Gina Sands               | Orosz Helga    |
| 1995 |                           | The Pompatus of Love          | Cynthia                  |                |
| 1995 | Fekete nap, vörös hold    | Black Day Blue Night          | Hallie Schrag            |                |
| 1996 | Őrjítő                    | The Maddening                 | Cassie Osborne           |                |
| 1999 | Földrepottyant tündér     | Dazzle                        | Miss Martinet            |                |
| 2000 |                           | Little Insects                | Dayzie hercegnő (hangja) |                |
| 2001 | Egy szeretni való elefánt | The Impossible Elephant       | Molly Connor             |                |
| 2002 |                           | Turn of Faith                 | Annmarie De Carlo        |                |
| 2003 | Hoodlum és fia            | Hoodlum & Son                 | Ellen Heaven             |                |
| 2012 |                           | Dorothy and the Witches of Oz | Langwidere hercegnő      |                |
| 2013 |                           | Pretty Pretty (rövidfilm)     | Narciss                  |                |
| 2024 |                           | The Life of Chuck             | Sarah Krantz             |                |

### Televízió
| Év        | Magyar cím                          | Eredeti cím                                                | Szerep                             | Megjegyzések                                              |
| --------- | ----------------------------------- | ---------------------------------------------------------- | ---------------------------------- | --------------------------------------------------------- |
| 1987      |                                     | Queenie                                                    | Queenie Kelly / Dawn Avalon        | minisorozat (2 epizód)                                    |
| 1988      | Alfred Hitchcock bemutatja          | Alfred Hitchcock Presents                                  | Sara Fletcher                      | 1 epizód                                                  |
| 1989      |                                     | Big Time                                                   | Fran                               | tévéfilm                                                  |
| 1989      |                                     | Till We Meet Again                                         | Delphine de Lancel                 | minisorozat (2 epizód)                                    |
| 1990      |                                     | Daughter of Darkness                                       | Katherine Thatcher                 | tévéfilm                                                  |
| 1992      | A vadon hívó szava                  | Call of the Wild                                           | Jessie Gosselin                    | - tévéfilm - magyar hangja: - Balázs Ágnes - Törtei Tünde |
| 1993      | Vak bosszú                          | Blindsided                                                 | Chandler Strange                   | - tévéfilm - magyar hangja: - Tóth Auguszta               |
| 1993      | Time Trax – Hajsza az időn át       | Time Trax                                                  | Elyssa Channing-Knox / Annie Knox  | 2 epizód                                                  |
| 1995      | Pekingi kapcsolat                   | Bullet to Beijing                                          | Natasha                            | - tévéfilm - magyar hangja: - Ábrahám Edit                |
| 1995–1996 | Chicago Hope kórház                 | Chicago Hope                                               | Annie Rueman                       | 2 epizód                                                  |
| 1996      |                                     | Strangers                                                  | Ginny                              | 1 epizód                                                  |
| 1996      | Éjféli ügynök                       | Midnight at Saint Petersburg                               | Natasha                            | tévéfilm                                                  |
| 1996      |                                     | Undertow                                                   | Willie Yates                       | tévéfilm                                                  |
| 1997      | Nemo kapitány és a víz alatti város | 20,000 Leagues Under the Sea                               | Mara                               | - minisorozat (2 epizód) - magyar hangja: - Urbán Andrea  |
| 1998      | Nehéz napok                         | Hard Time                                                  | Myler                              | tévéfilm                                                  |
| 2001      | Az égig érő paszuly legendája       | Jack and the Beanstalk: The Real Story                     | Ondine                             | minisorozat (2 epizód)                                    |
| 2002      |                                     | Lost in Oz                                                 | Loriellidere                       | eladatlan próbaepizód                                     |
| 2002–2003 |                                     | Birds of Prey                                              | Dr. Harleen Quinzel / Harley Quinn | 13 epizód                                                 |
| 2005      | CSI: New York-i helyszínelők        | CSI: NY                                                    | Cala Winger                        | 1 epizód                                                  |
| 2006      |                                     | Nightmares & Dreamscapes: From the Stories of Stephen King | gyönyörű utas                      | minisorozat (1 epizód)                                    |
| 2007      |                                     | Tinseltown                                                 | Lena                               | rövidfilm                                                 |
| 2011      | Óz boszorkányai                     | The Witches of Oz                                          | Langwidere hercegnő                | minisorozat (2 epizód)                                    |

## Fordítás
- Ez a szócikk részben vagy egészben  a   Mia Sara című angol Wikipédia-szócikk ezen változatának fordításán alapul.  Az eredeti cikk szerkesztőit annak laptörténete sorolja fel. Ez a jelzés csupán a megfogalmazás eredetét és a szerzői jogokat jelzi, nem szolgál a cikkben szereplő információk forrásmegjelöléseként.